# Eurysternus gilli
Eurysternus gilli är en skalbaggsart som beskrevs av François Génier 2009. Eurysternus gilli ingår i släktet Eurysternus och familjen bladhorningar. Inga underarter finns listade i Catalogue of Life.